# 加农炮

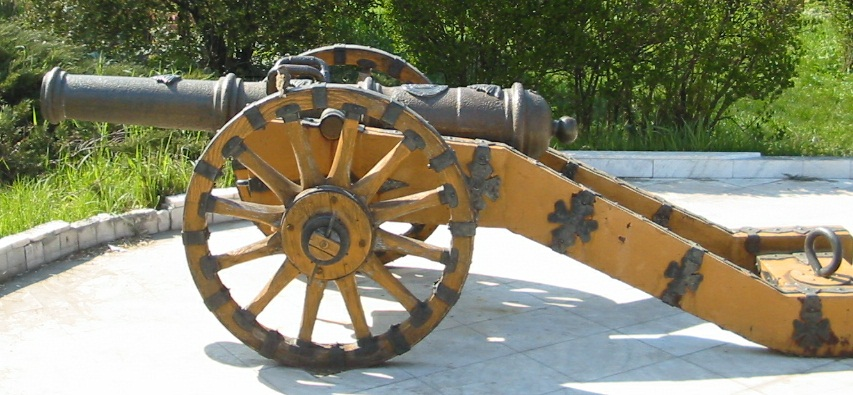
英文中Cannon最初指的是這種類型的火炮

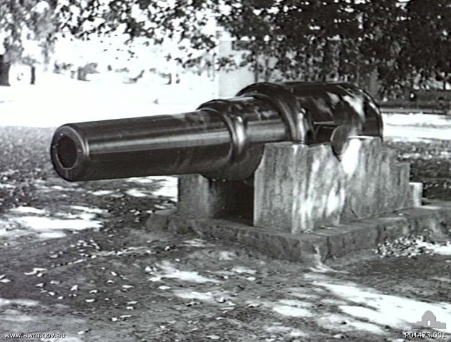
固定式加农炮台

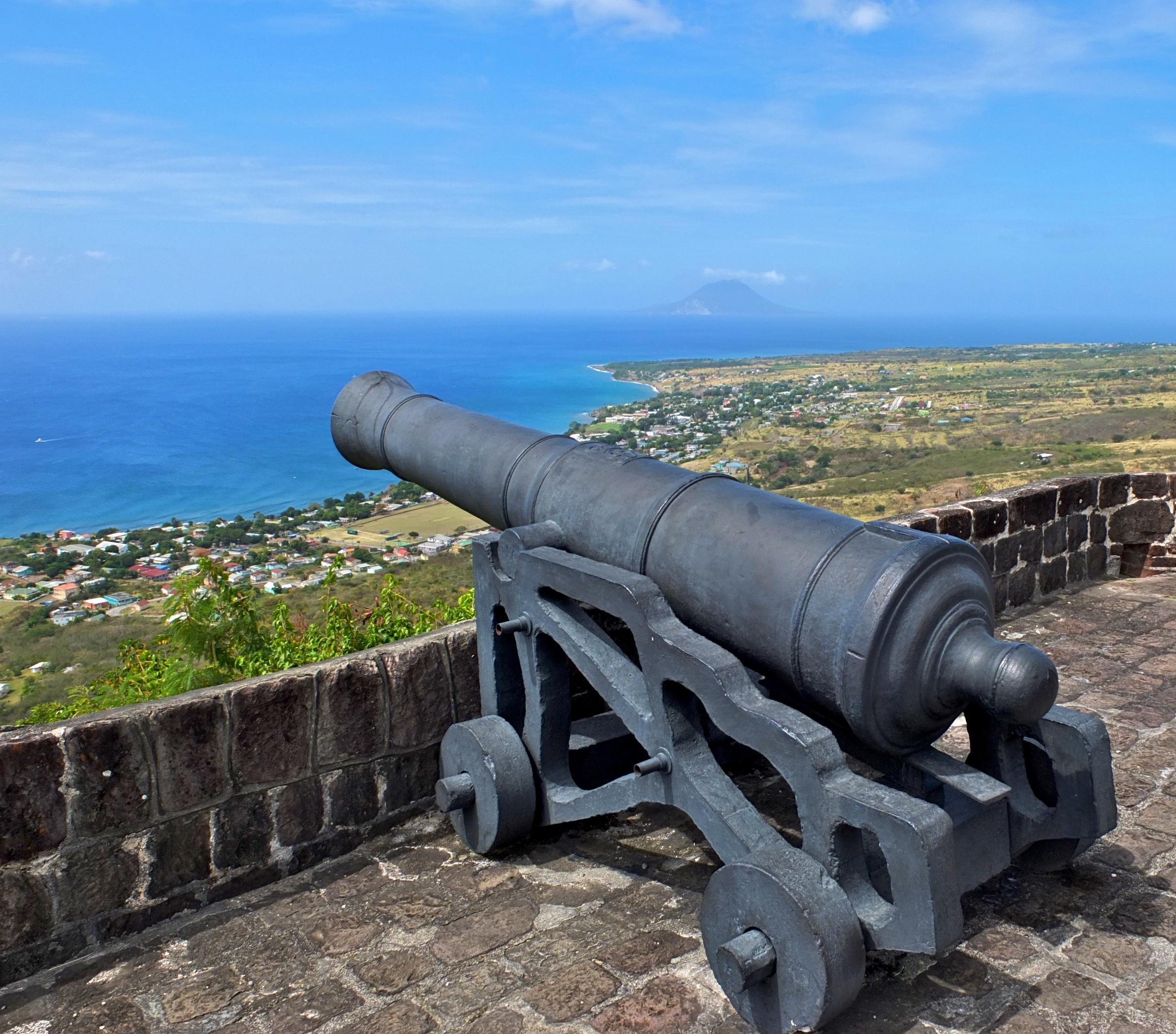
硫磺山要塞的加农炮

加农炮（英語：Cannon），為火炮的一種。目前來說，加農炮它較同口徑的榴彈炮相比，有著更長的炮管的特色。
利用長砲管因此炮彈可以獲得更強的膛內壓力、更快的初速，讓炮彈可以射到更遠的距離。同時因為初速較快，所以加農炮的投射彈道衰減較慢，火砲射擊彈道較為平直，因此也可以作為直射炮使用。
在20世紀冷戰後，由於軍隊追求更遠的火炮射程，稱為榴彈炮的武器也開始具備長炮管，因此現在榴彈炮與加農炮已無明確分類，火砲趨於多功能化，不過戰車等直接射擊目標的武器，還是以偏向加農砲的設計為主。

## 定義沿革
加农炮的命名源于英語：的译音，意为“空心圆筒”，此英文单词源出拉丁文Canna，意为“茎”、“杆”、“管”。在14世纪的欧洲，凡发射弹丸的金属管形火器，全统称为“加农火器”。
在16至17世紀時前膛火炮時代，加農炮指的是可投射彈重42磅以上的滑膛炮，但是這種火砲在當時遭嫌棄太過鈍重，因此出現一款稱為半加農炮的武器。半加農炮除了火砲投射的實心彈藥是32磅之外，在火炮的設計上與加農炮並無差別。到三十年戰爭時，由於開發出內部鑿空填裝炸藥的榴彈，火炮從攻城武器轉換為野戰使用，要在野戰有效率的活動，火炮就不能太重，因此出現了一種炮身較短，以中近距離作戰為主要設計目標的榴彈炮。加農炮在大炮分類的形象中被定義為「較長炮管的火砲」，但依舊是作為直射武器使用。
在19世紀膛線、後膛裝填、製退復進機研發普及後，火炮從傳統直射與小角度曲射進化到可以到45度仰角射擊。當時將用於大仰角曲射的火炮稱為榴彈炮、主要用於45度仰角以下射擊的稱為加農炮。在19世紀時加農炮的技術特徵包含了：低仰角（45度以下）射擊、射程遠。主要用於反擊敵軍的炮兵。
在中國，火炮多半通稱大炮，加農炮是在19世紀末到20世紀初引入的和製漢語，特別指稱炮管較長、射程較遠的重型火砲；西方國家也在第一次世界大戰後重新定義火砲稱呼，法國定義炮管長20倍徑以下稱榴彈炮、20倍徑以上稱加農炮，美國則用25倍徑作為定義分界點，從1920年代後中西對於加農炮的定義逐漸趨同。
第二次世界大戰後，隨著軍事科技發展與戰術需求，先進國家開始將榴彈炮的炮管延長賦予更遠的射程，因此後來的榴彈炮與加農炮倍徑已差距不大，在軍事定義中也不再有嚴謹的區分標準。對於混合了加农炮和榴弹炮特点的新型火炮，亦有“加榴炮”這種稱呼。